# Isaäc Paul Delprat
Isaäc Paul Delprat ('s-Gravenhage, 25 november 1793 – aldaar, 14 mei 1880) was een Nederlands ingenieur, legerofficier en politicus.

## Opleiding
Delprat was een zoon van predikant, hofkapelaan en topambtenaar Daniël Delprat en Françoise May, en was een broer van de latere Minister van Oorlog, Félix Albert Théodore Delprat. Na privé-onderwijs en de nutsschool ging Isaäc Paul Delprat in de Franse tijd als cadet naar de Militaire School te 's-Gravenhage (1810) en als élève naar de École des Ponts et Chaussees te Parijs waar hij werd opgeleid tot militair ingenieur. Tijdens zijn opleiding werd hij gedetacheerd bij de waterstaatwerken in Den Helder onder Jan Blanken. Na het beleg van Naarden werd hij in 1814 assistent bij de Artillerie- en Genieschool in Delft.

## Carrière
Delprat werd vervolgens in 1818 genie-officier te Bergen (Henegouwen), en na al enkele jaren te hebben geassisteerd bij het onderwijs in genie-wetenschappen aan de Artillerie- en Genieschool te Delft werd hij in 1828 benoemd tot hoofd onderwijs in de wis- en natuurkundige vakken bij de Koninklijke Militaire Academie. Van oktober 1830 tot mei 1831 was hij enige tijd in actieve dienst betrokken bij de verdediging van de vesting en citadel van Antwerpen tijdens de Belgische opstand.
Delprat klom verder op tot commandant van de Koninklijke Militaire Academie (1841), lid staf der genie (1843) en werd in 1852 uiteindelijk benoemd tot lid van het Comité van Defensie. In dat jaar werd hij ook bevorderd tot kolonel. Vanaf 1854 was hij daarnaast bestuurslid van het Koninklijk Instituut van Ingenieurs (KIVI), waar hij in 1860 ook voorzitter van zou worden. In 1861 werd Delprat een eredoctoraat verleend door de Hogeschool te Utrecht in de wiskunde en natuurwetenschappen. Bij het eind van zijn eerste termijn in de Tweede Kamer werd Delprat nog bevorderd tot titulair generaal-majoor. Daarnaast was hij van 1859-1873 voorzitter van de raad van bestuur van de Koninklijke Academie van Beeldende Kunsten in Den Haag.

## Politiek
In 1854 werd Delprat namens 's-Gravenhage gekozen in de Tweede Kamer der Staten-Generaal, waar hij een conservatief profiel had. Hij sprak hier vooral over zaken waar hij veel ervaring mee had in zijn carrière: militaire zaken en waterstaat. Zo was hij lid van zowel de parlementaire enquête naar het Zwolsche Diep (1856).
In 1856 was hij voorzitter van de commissie belast met een onderzoek inzake de verhoogde waterspiegel op de Waal en de Merwede. De verhoging van de waterstand (die kort daarna door de aanleg van de Nieuwe Merwede in een belangrijke verlaging veranderde) werd bevestigd. Als oplossing werd aangegeven het versterken van de bemaling van het Kanaal van Steenenhoek, en voor betere afvoer van het Lingewater tijdens hoog water op de rivier, alsmede de bouw van een tweede sluis bij Asperen. 
In 1857 was hij lid van een commissie over verzakkingen van de kademuren bij Nijmegen. En in 1860 was hij lid van de parlementaire enquête inzake de Maas en Zuid-Willemsvaart (1860). In 1861 kwam er, mede op zijn initiatief, een parlementaire enquête naar de staat van de zeemacht, waar hij ook het voorzitterschap van zou vervullen.
In 1858 versloeg hij de liberaal Metman nog na herstemming, maar in 1862 stelde Delprat zich niet meer herkiesbaar. In dat jaar werd hij benoemd tot Commandeur in de Orde van de Nederlandse Leeuw.
- Biografisch Portaal: 23489831
- Digitale Bibliotheek voor de Nederlandse Letteren: delp007
- International Standard Name Identifier: 0000 0003 9033 8269
- Nederlandse Thesaurus van Auteursnamen: 070536805
- Parlement.com: vg09lkzpw2zu
- Virtual International Authority File: 283908432
- WorldCat: E39PBJyhgB9wBRhJwKWC7Ct9Xd